# Отравяния с алкохол в Истанбул (2025)
През 2025 г. в Истанбул и Анкара, Турция, са регистрирани редица смъртни случаи от отравяне, свързани с консумация на контрабанден алкохол. В рамките на 72 часа през януари 2025 г. рязко се увеличава броя на жертвите, умират най-малко 30 души. Към 17 февруари 2025 г. се съобщава за 124 починали, а 230 други са хоспитализирани, като най-малко 40 са в критично състояние. Смъртните случаи се дължат предимно на отравяне с метанол от незаконно произведен алкохол.

## Предистория
Този инцидент се свързва с няколко огнища на алкохолно отравяне в Истанбул, включително едно в края на 2024 г., по време на което 110 души се разболяват след консумация на замърсен алкохол в Истанбул, което води до най-малко 48 смъртни случая.
Увеличението на производството на контрабанден алкохол се дължи на увеличените държавни данъци върху легалните алкохолни напитки. Към 2025 г. литър ракия, традиционен турски алкохол с вкус на анасон, струва приблизително 1300 турски лири (ок. 30 евро) в легалните търговски обекти, което представлява значителен разход спрямо минималната работна заплата в страната, определена на 22 104 лири (ок. 600 евро) на месец към 1 януари 2025 г. Алкохолните напитки достигат рекордно високи цени, отчасти поради високата инфлация.
През 2013 г. турският президент Реджеп Таип Ердоган изменя законодателството си, за да забрани промотирането и рекламирането на алкохолни продукти в Турция. Това вероятно води до това хората да се обърнат към частни производители на алкохол, което насърчава този риск.

## Инцидент
От Нова година на 1 януари 2025 г. до февруари през същата година приблизително 230 души търсят медицинска помощ в болниците в Истанбул, като десетки от хоспитализираните се нуждаят от интензивно лечение, а най-малко 40 са в критично състояние. Най-малко 124 души умират, включително над 17 души от Узбекистан. Жертвите се дължат на консумацията на фалшиви алкохолни напитки, съдържащи токсични вещества, включително метанол, вещество, често използвано в незаконно произведения алкохол като по-евтина алтернатива на етанола. Отравянето с метанол може да доведе до тежки последици за здравето, включително увреждане на черния дроб, слепота и смърт.

## Реакция
Тежестта на отравянето води до незабавни реакции от страна на общественото здравеопазване и намеса на правоприлагащите органи. Турските власти предприемат широкомащабни мерки срещу производството и разпространението на фалшив алкохол. Канцеларията на валията на Истанбул докладва за няколко действия по прилагане на закона, включително задържането на двадесет и осем лица, заподозрени в продажба на фалшиви напитки, като срещу заподозрените са повдигнати наказателни обвинения за умишлено убийство. Службата също така съобщва за изземването на 102 тона метанол и етанол в Анкара и над 86 000 литра контрабанден алкохол в Истанбул от 1 януари 2025 г. докъм април, както и за отнемането на 64 бизнес лиценза за предполагаемо участие в продажба на фалшив или контрабанден алкохол. Канцеларията на валията на Истанбул заявява, че счита незаконните производители на алкохол, отговорни за смъртните случаи, за „неразличими от терористите, които убиват хора“.
Министерството на външните работи на Великобритания издава предупреждения на пътуващите в Турция относно смъртните случаи и ги призова да избягват потенциално подозрителни напитки.